# Tabaille-Usquain
Tabaille-Usquain ist eine französische Gemeinde mit 47 Einwohnern (Stand 1. Januar 2022) im Département Pyrénées-Atlantiques in der Region Nouvelle-Aquitaine (vor 2016: Aquitanien). Die Gemeinde gehört zum Arrondissement Oloron-Sainte-Marie (bis 2016: Arrondissement Pau) und zum Kanton Orthez et Terres des Gaves et du Sel (bis 2015: Kanton Sauveterre-de-Béarn).
Der Name in der gascognischen Sprache lautet Tabalha-Usquenh. Die Bewohner werden Tabaillais und Tabaillaises genannt.

## Geographie
Tabaille-Usquain liegt ca. 35 km nordwestlich von Oloron-Sainte-Marie in der historischen Provinz Béarn.
Umgeben wird der Ort von den Nachbargemeinden:
| Saint-Gladie-Arrive-Munein |                                             | Montfort |
| Espiute                    | Kompassrose, die auf Nachbargemeinden zeigt |          |
|                            |                                             | Gestas   |

Tabaille-Usquain befindet sich im Einzugsgebiet des Flusses Adour und liegt am rechten Ufer des Saison, eines Nebenflusses des Gave d’Oloron. Der Ruisseau d’Usquain und der Ruisseau Haubiel, Zuflüsse des Saison, durchqueren das Gebiet der Gemeinde.

## Geschichte
Obwohl die Dörfer Tabaille und Usquain seit ihrer Gründung verbunden waren, dauerte es bis zum 18. April 1842, als die beiden Gemeinden sich zur Gemeinde Tabaille-Usquain zusammenschlossen. Die Nähe zur historischen Provinz Soule des Baskenlands und die geografische Lage auf Hügeln über dem Tal des Saison machten die beiden Dörfer im Mittelalter zu Wachposten. Am Ende des 12. Jahrhunderts wurde die Grundherrschaft von Philippe de Laplace und eines Herrn de Casamajor angestrebt. Im Laufe des Mittelalters kam eine dritte Person hinzu, Domenger von Usquain, genannt Domecq. Bei der Volkszählung des Béarn im Jahre 1385 wurden in Tabaille sieben Haushalte gezählt, in Usquain zwölf. Beide gehörten zur Bailliage von Sauveterre. In Usquain gab es ein Laienkloster, das dem Vicomte von Béarn unterstand. Während der Regierungszeit des französischen Königs Ludwig XV. pflegte das Béarn enge Verbindungen mit Spanien. Ein Nachfahre der Domecq emigrierte nach Spanien. Zu Beginn des 19. Jahrhunderts wurde Pedro Domecq bekannt durch seine internationale Vermarktung des Sherrys und später durch die Zucht von Stieren in Andalusien.
Toponyme und Erwähnungen von Tabaille waren:
- Tavalhe (1385, Volkszählung im Béarn),
- Tebalhe (1548, réformation de Béarn, Manuskriptsammlung des 16. bis 18. Jahrhunderts, B. 762, Blatt 25) und
- Tabaille (1750, 1793 und 1801, Karte von Cassini, Notice Communale bzw. Bulletin des lois).[4][5][6]

Toponyme und Erwähnungen von Usquain waren:
- Usquen (12. Jahrhundert, Kopialbuch der Abtei Saint-Jean de Sorde, S. 27),
- Usquenh (1385, Volkszählung im Béarn),
- Usqueinh (1399, Verträge von Gots, Notar der Vicomté von Béarn, Blatt 13),
- Usquain (1750, Karte von Cassini),
- Usquien (1793 und 1801, Notice Communale bzw. Bulletin des lois) und
- Usquain (1863, Dictionnaire topographique du département des Basses-Pyrénées).[4][5][7]

### Einwohnerentwicklung
Die Gemeinde erreichte einen Höchststand ihrer Größe mit 185 Einwohnern in der Mitte des 19. Jahrhunderts. In der Folge setzte bei kurzen Perioden der Erholung eine lange Phase der Stagnation ein, die bis heute andauert.
| Jahr      | 1962 | 1968 | 1975 | 1982 | 1990 | 1999 | 2006 | 2009 | 2022 |
| --------- | ---- | ---- | ---- | ---- | ---- | ---- | ---- | ---- | ---- |
| Einwohner | 100  | 83   | 79   | 53   | 62   | 53   | 53   | 45   | 47   |

## Sehenswürdigkeiten
- Pfarrkirche, gewidmet Laurentius von Rom. Die Kirche wurde im neugotischen Stil um 1896 im Viertel Domecq von Usquain errichtet. Der Bau wurde von der Familie Domecq aus Jerez de la Frontera finanziert. Es sind keine Spuren von älterem Mauerwerk zu erkennen. Daraus wird geschlossen, dass die Vorgängerkirche als zu klein angesehen wurde und mit dem Bau der neuen Kirche abgerissen wurde. Der Glockenturm über dem Eingangsvorbau besitzt ein Sichtmauerwerk aus kleinen Bruchsteinen und Kieselsteinen und ist mit einem Helm besetzt, der wie der Langbau mit Schiefer gedeckt ist. Das einschiffige Langhaus wird durch eine dreiwandige Apsis verlängert. Sein Gewölbe hat drei Kreuzbögen, wobei die Grate mit Blumen und Blättern bemalt und die Schlusssteine mit Kreuzen verziert sind. Über dem Eingang erstreckt sich eine kleine Empore aus Holz, die zusätzliche Plätze für Besucher einer Messe bietet. Sie ruht auf einer Säule, die gleichzeitig einen Ankerpunkt für die Wendeltreppe bildet, die den Zugang zur Empore herstellt. Der Chor birgt den Altar aus Schmiedeeisen und seinen mit ihm verbundenen Tabernakel. Die Gewölbekappen sind blau mit weißen Sternen bemalt und symbolisieren das Himmelszelt. Die Fliesen besitzen das gleiche Dekor. Pflanzliche Motive auf den Graten im Chor formen luftartige Girlanden. Unterhalb des Altars illustriert eine Skulptur die Geburt Jesu, und auf der Tür des Tabernakel ist Jesus Christus dargestellt, wie er segnet und in seiner linken Hand ein Buch hält. An der hinteren Wand des Chors steht erhöht eine Statue des heiligen Laurentius. Er steht mit seinen Füßen auf einem Gitter, dem Objekt seines Martyriums. Er hält eine Märtyrerpalme in seiner rechten Hand und ein Buch in seiner linken. Ein Glasfenster der Kirche zeigt den Heiligen mit den gleichen Attributen. Allein das Gitter ist hier hinter ihm aufgestellt. Der Hintergrund ist in einem intensiven Blau gehalten, das von einer schmalen Goldkante umsäumt wird, die eine Kartusche um den Körper formt. Die restliche Fläche des Glasfensters wird mit einem floralen Dekor auf Grisaille ausgefüllt, ein Einfluss des Jugendstils, der im späten 19. Jahrhundert en vogue war.[9][10][11][12][13][14]

- Ehemaliges Laienkloster. Es befindet sich am Ende eines Hofes auf der nördlichen Seite der Pfarrkirche. Es zeigt Elemente der traditionellen Béarner Bauweise. Seine stark geneigten Dachflächen sind mit Flachziegeln gedeckt, die aufgrund der Halterung mit Haken „Picon“ genannt werden. Die Einfassungen des Eingangs und der fünf Fenster besteht aus Werksteinen. Das Tor der angrenzenden Scheune besitzt einen Sturz aus Holz und Pfosten aus großen Bruchsteinen aus Sandstein.[15]

- Haus Capdepon. Ein Stein an der westlichen Fassade trägt die seltsame Inschrift „bernadde lasala 1626“, die auf das Jahr der Errichtung hinweisen könnte. Das Gebäude des Adelssitzes wird von einem dreistöckigen Turm flankiert, dessen Eingang im Erdgeschoss zugemauert ist. Die Kieselsteine, mit denen er gebaut ist, stammen vom Fluss Saison und sind von den Maurern in einem symmetrischen Motiv angeordnet, das an Farnblätter erinnert. Diese Technik erlaubt es, unverputzten Mauern und Wänden eine Ästhetik zu verleihen. Das Kegeldach ist mit Schiefer gedeckt. Im südlichen Teil des Gebäudes befindet sich ein weiterer Turm ebenso wie ein Zwillingsfenster und eine Dachgaube. Die Scheune besitzt ein Mansarddach und eine Toreinfahrt. Ihre Wände sind aus Kieselsteinen des nahen Gave gebaut.[16]

- Haus Domecq. Es ist die Wiege der Familie Domecq, dessen Namensträger seit 1385 in den Aufzeichnungen erwähnt werden. Heute erscheint das Gebäude eher klein. Es ist L-förmig angeordnet und teilweise mit Efeu begrünt. Die Südfassade ist im ersten Stockwerk von drei Fenstern unterbrochen. Unterhalb des Daches mit Flachziegeln verläuft ein doppelter Genueser Fries. Drei Dachgauben mit Holzsprossen geben Licht in das Dachgeschoss.[17]

- Haus Picamilh. Eine seiner Eingangstüren trägt die Jahreszahl „1667“. Das Haus zeigt die für das Béarn typischen Elemente des Baustils. Der lang gestreckte Bau teilt sich auf in Wohnräume, Viehställe und Scheunen. Die Fassade öffnet sich zum Innenhof, während die Wand zur Straßenseite hin nur zwei Fenster hat. Das stark geneigte Dach, das leicht über die Wände hinausragt, ist mit traditionellen Flachziegeln gedeckt.[18]

## Wirtschaft und Infrastruktur

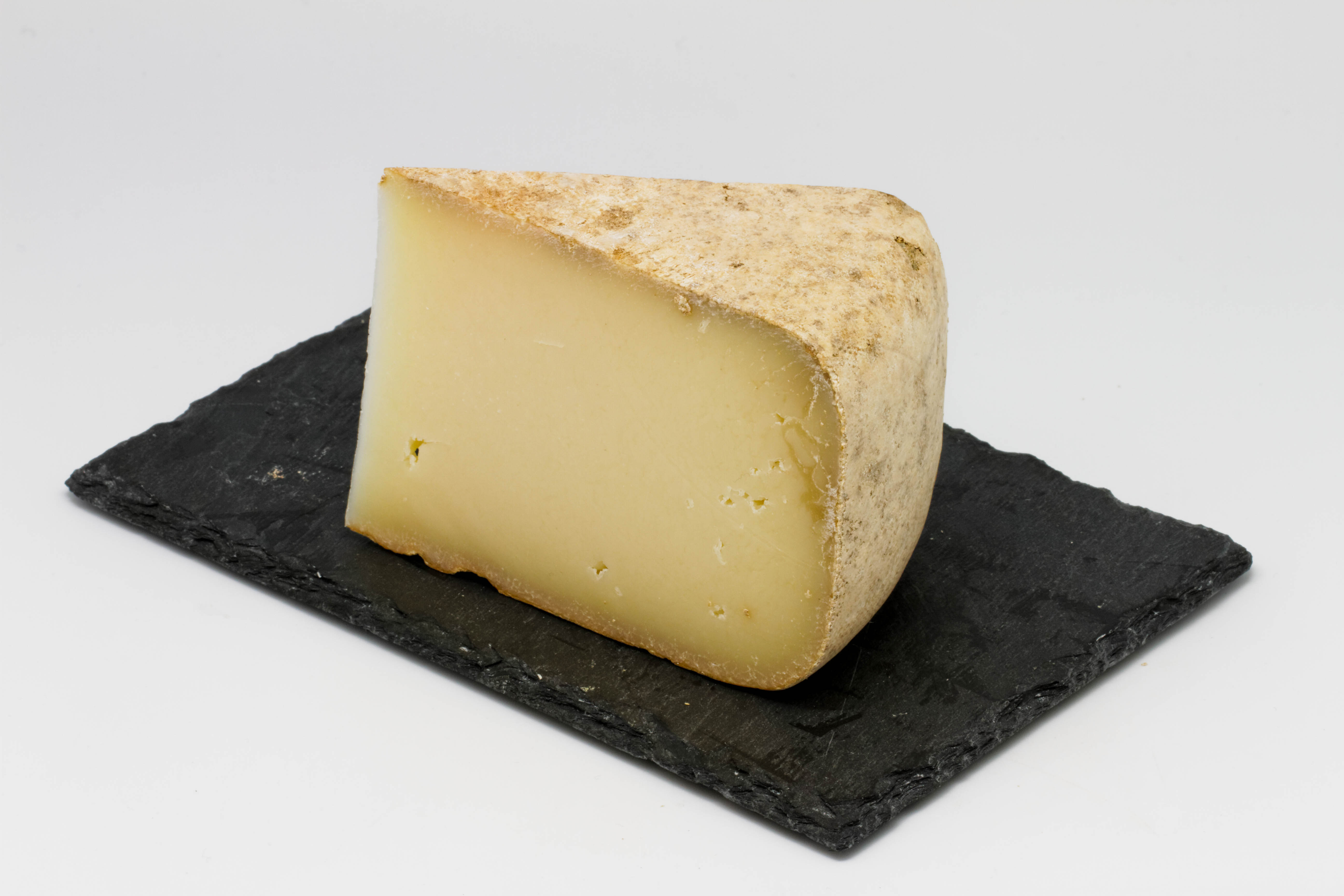
Ossau-Iraty

Tabaille-Usquain liegt in den Zonen AOC des Ossau-Iraty, eines traditionell hergestellten Schnittkäses aus Schafmilch, sowie der Schweinerasse und des Schinkens „Kintoa“.

### Verkehr
Tabaille-Usquain ist erreichbar über die Routes départementales 23, 316 und 723.

## Persönlichkeiten
Familie Domecq. Die erstmalige Erwähnung der Familie erfolgte am 5. April 1364, als Bertrand, Grundherr vom Viertel Domecq von Usquain, auf der Burg von Orthez gegenüber dem Vicomte Gaston Fébus seine Ehrerbietung und seinen Treueschwur ablegte. Pierre Domecq Lembeye d’Usquain (1782–1839) emigrierte gegen 1800 nach Jerez in Andalusien. Dort erwarb er Weinberge und Weinkeller von einem Cousin. Pierre-Hyacinthe Domecq (1824–1894) folgte seinem Onkel und brachte den Familienbetrieb in Schwung. Im 20. Jahrhundert umfassten die Weinberge der Domecqs 3.000 Hektar. König Alfons XIII. von Spanien erhob die Witwe von Pierre-Hyacinthe Domecq nach dem Tod ihres Mannes in den Rang einer Marquise. Die Nachkommen widmeten sich neben dem Weinbau auch der Zucht von Kampfstieren und dem Aufbau einer Pferdezucht mit einer der berühmtesten Reitschulen in Andalusien. Die Mitglieder der Familie führten gemeinnützige Projekte durch mit dem Bau von Schulen, Krankenhäuser, Klöster und nicht zuletzt der Pfarrkirche von Tabaille-Usquain. Seit 1993 gehört die Firma Domecq nicht mehr der Familie, die ihren Béarner Wurzeln weiter verbunden blieb. Die Grabstätten, sechs massive Grabsteine ohne Kreuz und ohne lesbare Inschriften, befinden sich auf dem Friedhof von Usquain.